# Vertice NATO del 2024
Il vertice di Washington del 2024 è stato un incontro dei capi di Stato e capi di governo dei trentadue membri dell'Organizzazione del Trattato dell'Atlantico del Nord (NATO), dei loro Paesi partner e dell'Unione europea (UE), che si è tenuto a Washington, negli Stati Uniti, dal 9 all'11 luglio 2024. 
Il vertice ha commemorato il 75º anniversario della NATO, fondata il 4 aprile 1949 con la firma del Trattato Nord Atlantico a Washington. Questo è il quarto vertice NATO negli Stati Uniti dopo i vertici di Washington del 1978, Washington del 1999 e Chicago del 2012. È anche il primo vertice da quando la Svezia ha aderito alla NATO e l'ultimo per Jens Stoltenberg in qualità di segretario generale.

## Contesto
L'argomento principale del vertice di Washington del 2024 è stato “L'Ucraina e la sicurezza transatlantica”. L'obiettivo è stato sottolineare l'importanza attribuita alla risposta della NATO alle crescenti minacce globali alla pace e alle democrazie, con particolare attenzione all'invasione dell'Ucraina da parte della Russia e al coinvolgimento della Corea del Nord a fianco della Russia attraverso la fornitura di armi e al dispiegamento di truppe sul fronte ucraino.
Il vertice si è concentrato anche sull'aumento della spesa della difesa e sulla riaffermazione dell'impegno degli alleati per la prontezza della risposta militare e la difesa dell'intero territorio della NATO.

## Vertice
Durante i giorni della riunione, i tredici Stati membri della NATO si sono impegnati a fornire all'Ucraina almeno 40 miliardi di euro in aiuti militari "entro il prossimo anno" per aiutarla a combattere contro la Russia.
È stata esplicitata nella dichiarazione finale della riunione la richiesta alla Cina di interrompere il suo sostegno militare a Mosca.

## Partecipanti

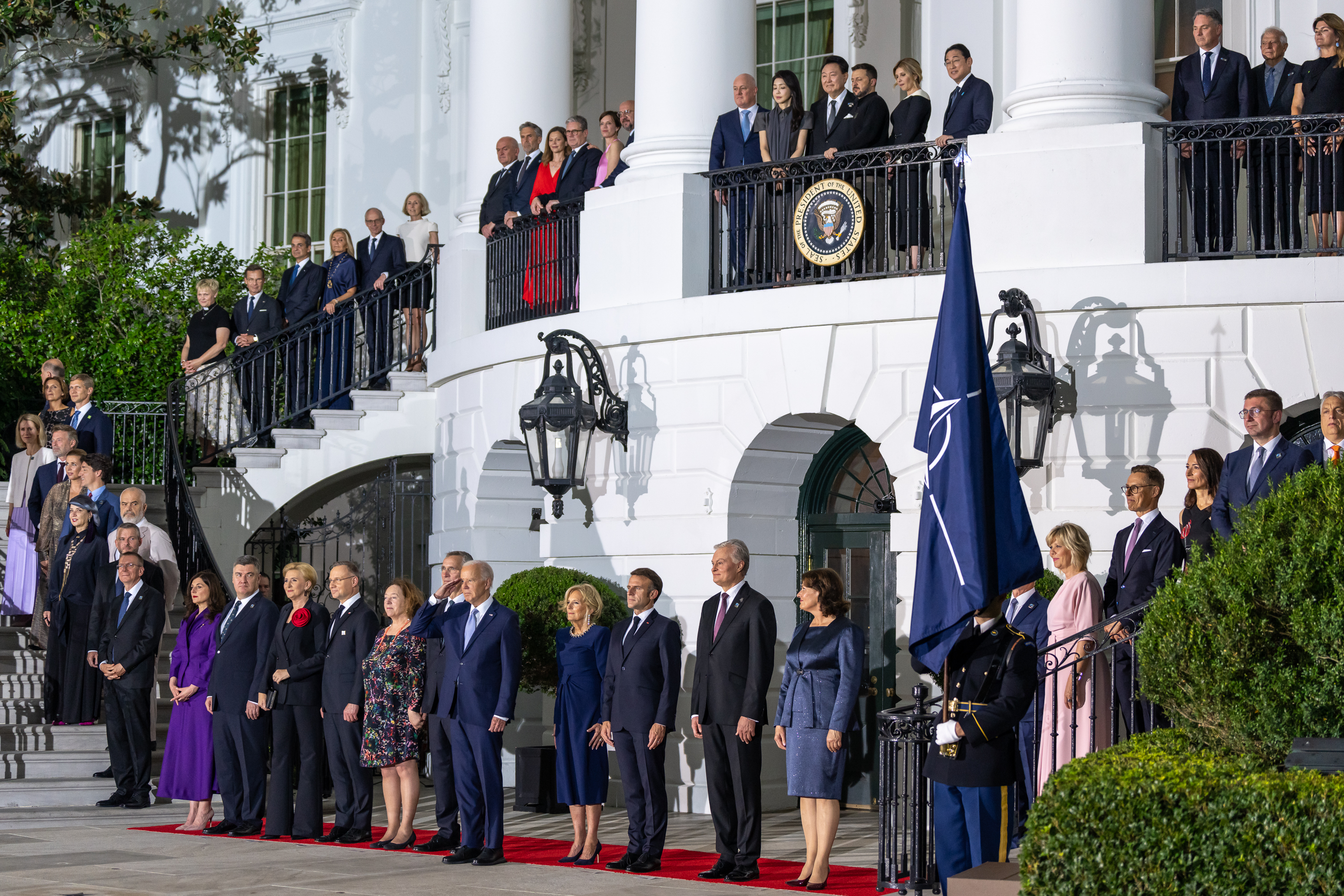
Il presidente Joe Biden e gli altri membri del vertice alla Casa Bianca

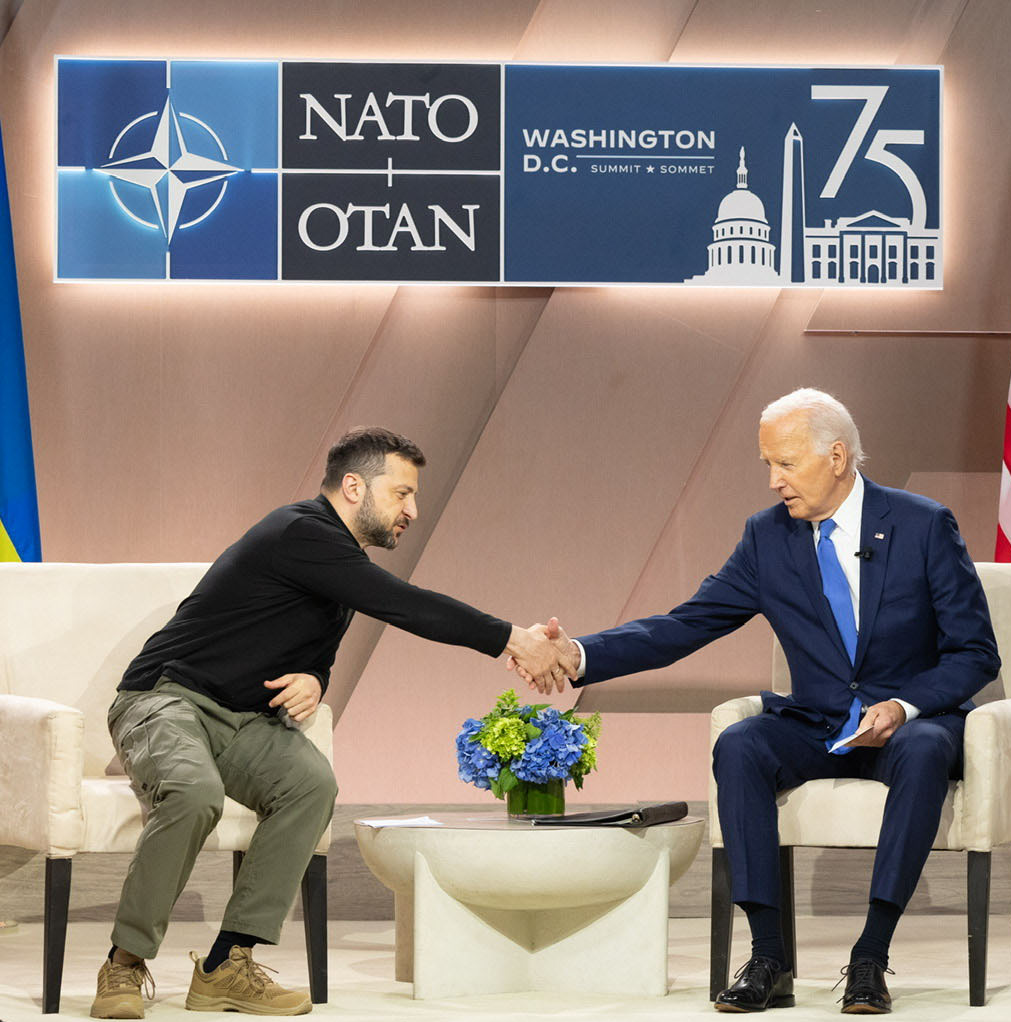
Il presidente Joe Biden parla con il presidente dell'Ucraina Volodymyr Zelenskyy durante il vertice NATO.

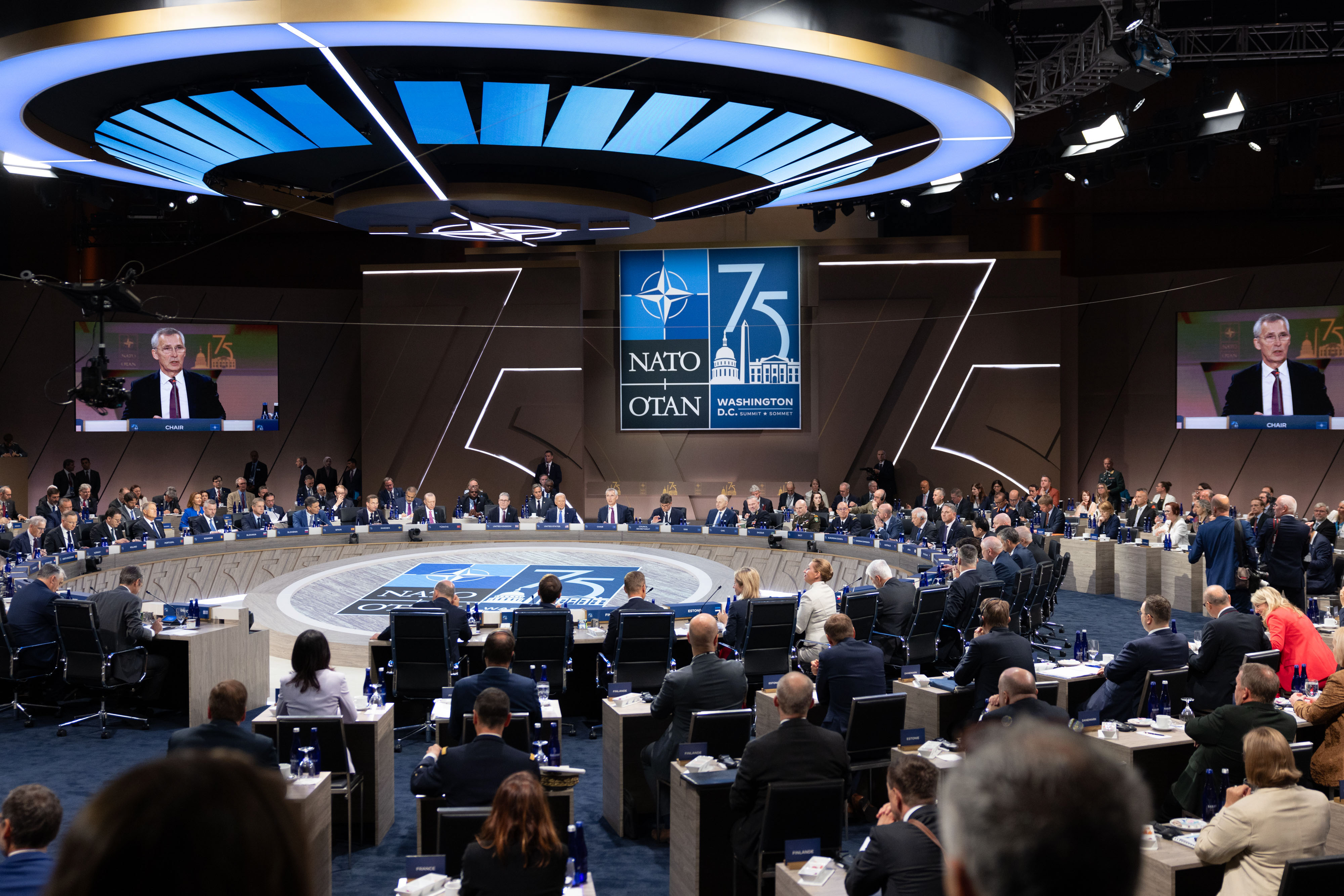
Centro convegni della NATO a Washington, l'11 luglio 2024

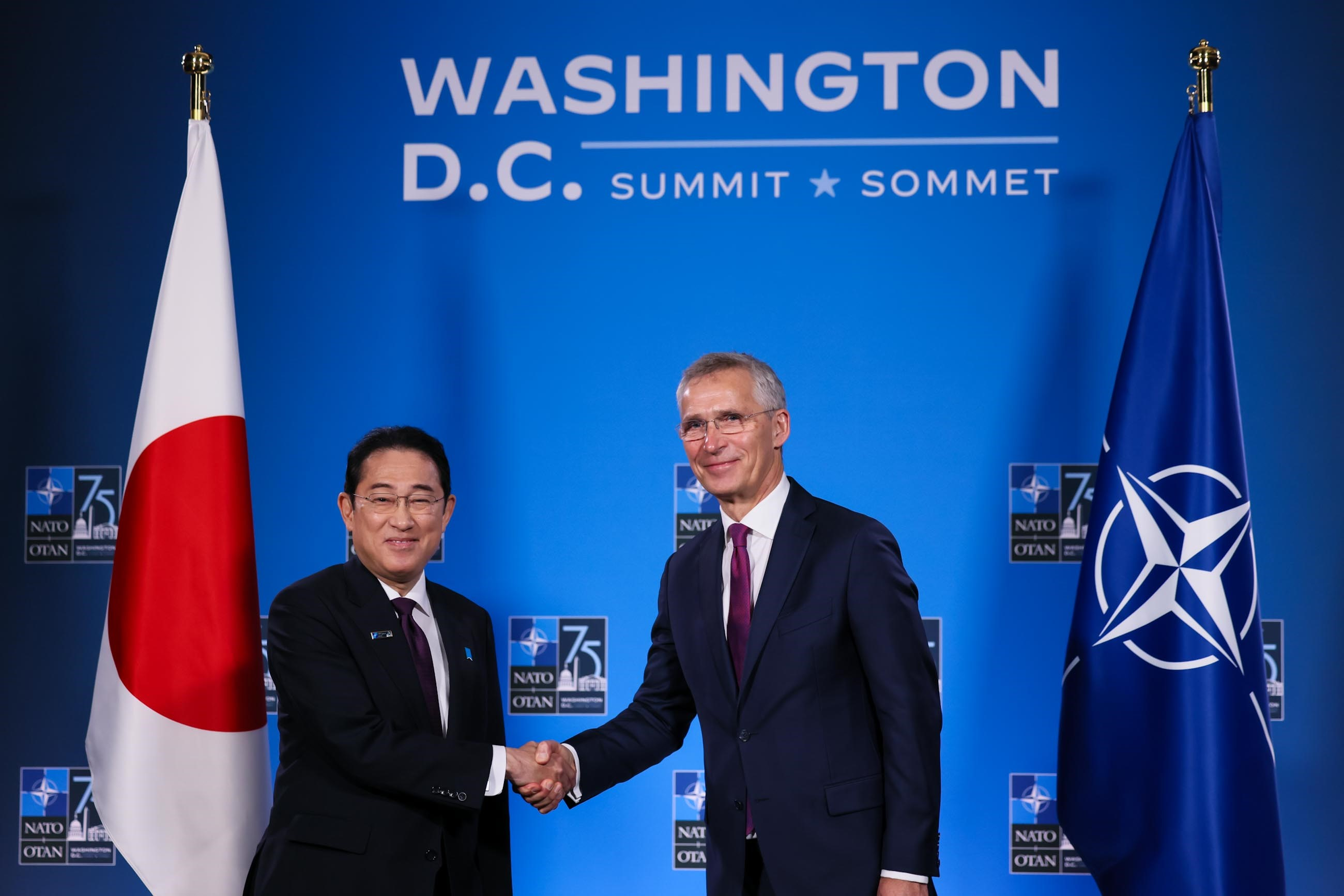
Il primo ministro giapponese Fumio Kishida a Washington

|  | Paesi non membri NATO |

| Paese/Organizzazione | Nome Rappresentante  | Titolo                                 | Riferimento |
| -------------------- | -------------------- | -------------------------------------- | ----------- |
| NATO                 | Jens Stoltenberg     | Segretario generale                    | [ 8 ]       |
| Albania              | Edi Rama             | Primo ministro                         |             |
| Armenia              | Ararat Mirzoyan      | Ministro degli affari esteri           | [ 9 ]       |
| Australia            | Richard Marles       | Ministro della difesa                  | [ 10 ]      |
| Azerbaigian          | Jeyhun Bayramov      | Ministro degli affari esteri           | [ 11 ]      |
| Belgio               | Alexander De Croo    | Primo ministro                         |             |
| Bulgaria             | Dimitar Glavchev     | Primo ministro                         | [ 12 ]      |
| Canada               | Justin Trudeau       | Primo ministro                         | [ 13 ]      |
| Rep. Ceca            | Petr Pavel           | Presidente della Repubblica Ceca       | [ 14 ]      |
| Corea del Sud        | Yoon Suk-yeol        | Presidente della Corea del Sud         |             |
| Croazia              | Zoran Milanović      | Presidente della Croazia               |             |
| Danimarca            | Mette Frederiksen    | Ministro di Stato                      |             |
| Estonia              | Kaja Kallas          | Ministro capo                          |             |
| Finlandia            | Alexander Stubb      | Presidente della Repubblica            | [ 15 ]      |
| Francia              | Emmanuel Macron      | Presidente della Repubblica            |             |
| Georgia              | Ilia Darchiashvili   | Ministro degli affari esteri           | [ 16 ]      |
| Germania             | Olaf Scholz          | Cancelliere                            |             |
| Giappone             | Fumio Kishida        | Primo ministro                         | [ 17 ]      |
| Grecia               | Kyriakos Mitsotakis  | Primo ministro                         |             |
| Islanda              | Bjarni Benediktsson  | Primo ministro                         |             |
| Israele              | Israel Katz          | Ministro degli affari esteri           | [ 18 ]      |
| Italia               | Giorgia Meloni       | Presidente del Consiglio dei ministri  | [ 19 ]      |
| Lettonia             | Edgars Rinkēvičs     | Presidente della Lettonia              |             |
| Lituania             | Gitanas Nausėda      | Presidente della Lituania              |             |
| Lussemburgo          | Luc Frieden          | Primo ministro                         |             |
| Macedonia del Nord   | Hristijan Mickoski   | Presidente del Governo                 |             |
| Montenegro           | Milojko Spajić       | Primo ministro                         |             |
| Norvegia             | Jonas Gahr Støre     | Ministro di Stato                      |             |
| Nuova Zelanda        | Christopher Luxon    | Primo ministro                         |             |
| Paesi Bassi          | Dick Schoof          | Ministro-presidente                    |             |
| Polonia              | Andrzej Duda         | Presidente della Repubblica            |             |
| Portogallo           | Luís Montenegro      | Primo ministro                         |             |
| Regno Unito          | Keir Starmer         | Primo ministro                         | [ 20 ]      |
| Romania              | Klaus Iohannis       | Presidente della Romania               |             |
| Slovacchia           | Peter Pellegrini     | Presidente della Slovacchia            |             |
| Slovenia             | Robert Golob         | Presidente del Governo                 |             |
| Spagna               | Pedro Sánchez        | Presidente del Governo                 |             |
| Stati Uniti          | Joe Biden (Ospite)   | Presidente degli Stati Uniti d'America |             |
| Svezia               | Ulf Kristersson      | Ministro di Stato                      |             |
| Turchia              | Recep Tayyip Erdoğan | Presidente della Turchia               | [ 21 ]      |
| Ucraina              | Volodymyr Zelenskyy  | Presidente dell'Ucraina                | [ 22 ]      |
| Ungheria             | Viktor Orbán         | Primo ministro                         |             |
| Unione europea       | Charles Michel       | Presidente del Consiglio europeo       |             |
| Unione europea       | Ursula von der Leyen | Presidente della Commissione europea   |             |